# Chrysopidia numerosa
Chrysopidia numerosa är en insektsart som beskrevs av Navás 1914. Chrysopidia numerosa ingår i släktet Chrysopidia och familjen guldögonsländor. Inga underarter finns listade i Catalogue of Life.